# روس درابر
روس درابر (بالإنجليزية: Ross Draper)‏ (20 أكتوبر 1988 بولفرهامبتن في المملكة المتحدة - ) هو لاعب كرة قدم بريطاني في مركز الوسط. لعب مع شروزبري تاون وماكليسفيلد تاون ونادي إنفرنيس ونادي هدنسفورد تاون وستافورد رينجرز.

## وصلات خارجية
- روس درابر على موقع قاعدة بيانات كرة القدم.إي يو (الإنجليزية)
- روس درابر على موقع Soccerbase.com (لاعب) (الإنجليزية)
- روس درابر على موقع Soccerway.com (الإنجليزية)